# Energiecentrale Leiden

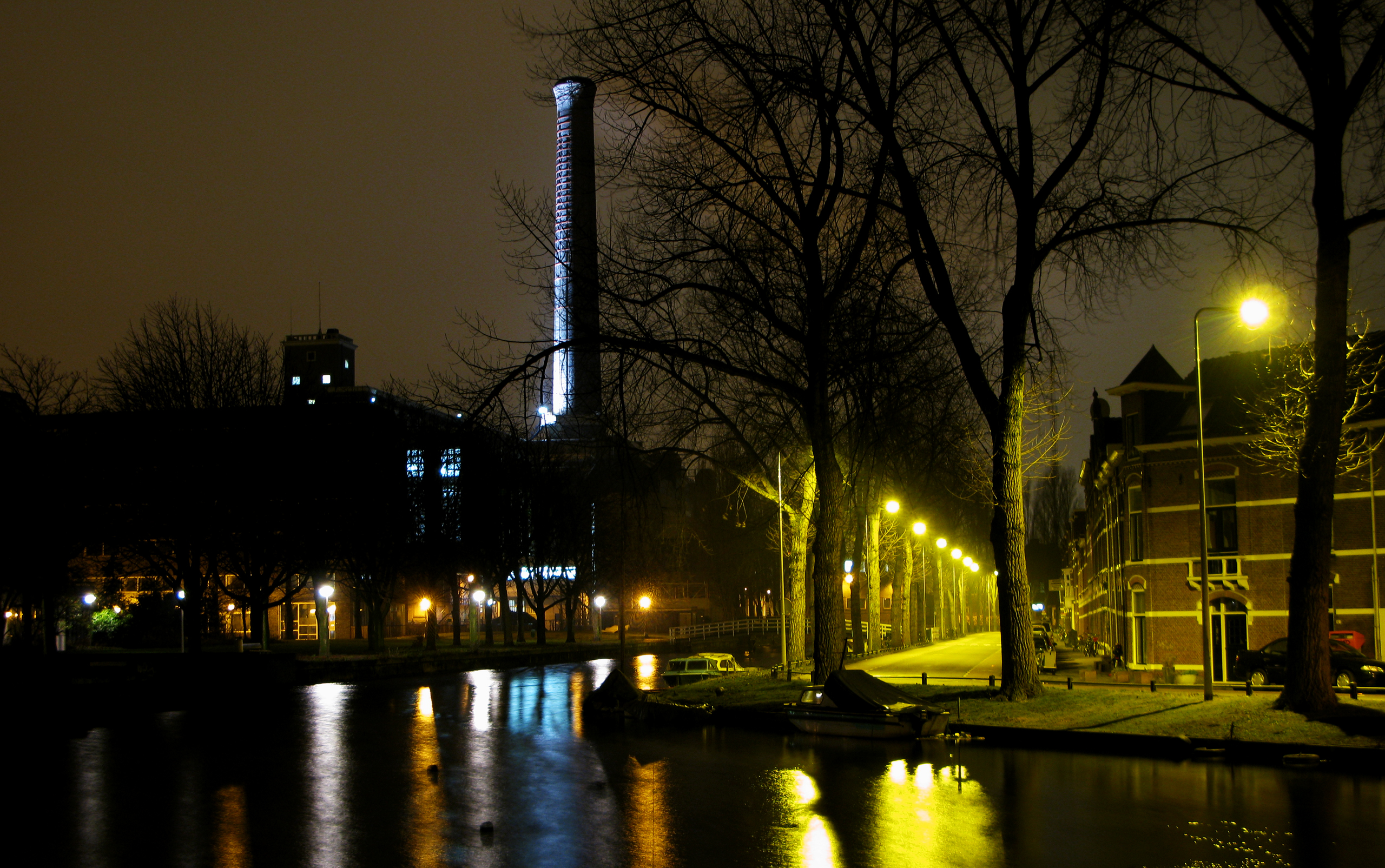
De centrale in de avonduren

De energiecentrale Leiden, in de volksmond De Lichtfabriek, is een STEG-centrale van Uniper in de noordelijke binnenstad van de Nederlandse stad Leiden.
De centrale tussen de Langegracht en de Maresingel is een gasgestookte centrale die elektriciteit levert aan het hoogspanningsnet en warmte aan de Leidse stadsverwarming. De schoorsteen uit 1952, gebouwd door schoorsteenbouwbedrijf De Ridder uit Leiderdorp, is met haar 80 meter het hoogste bouwwerk van Leiden. De schoorsteen, niet uitgevoerd met zogenaamde radiaalsteen, heeft een bijzondere kop, waarvan er maar weinig zijn in Nederland. Het is een tulpenkop.
In 2006 werden nieuwe General Electric-gasturbines in gebruik genomen ter vervanging van twee verouderde Rolls-Royce-turbines. De nieuwe installatie heeft een hoger rendement en lagere emissies.
Sinds 2000 is de centrale een gemeentelijk monument.